# 殷剑
殷劍（1978年12月25日—），四川省凉山州西昌市人，中國帆船運動員。2004年希腊雅典奥运会女子米斯特拉板个人赛亚军，2008年北京奥运会女子帆板个人赛冠军。

## 出生
殷剑出生于西昌市海南乡岗瑶村，父母均系农民，共有四兄妹，剑排行最小。她于1986年入西昌市钟楼小学，1991年西昌市川兴中学。1993年入邛海水上运动学校试读，1994年正式入邛海水上运动学校，1995年于邛海水上运动学校集训，1997年转为正式运动员至今；1997年进入国家队代训，2001年正式入选中国国家帆船队。殷剑自1993年入邛海水校试读开始水上运动生涯，1997年开始参加全国性和国际帆板竞赛，竞赛水平逐步走向成熟。1998年全国帆板冠军场地赛第1名，这是她的第一个全国赛冠军；2002年获得亚洲锦标赛冠军，这是他的第一个国际赛冠军。

## 运动生涯
殷劍在1997年至2000年获得多項國家賽事冠軍，又在七運會中的帆船項目中排名第四。
後來入選國家隊的次年在亞運會中得到一面銀牌，又在其後的亞洲錦標賽贏得了一個冠軍。一年後在全國賽中獲得冠軍。2004年，殷劍在幾乎在賽前落選的情況下為中國摘下了一面極難能可貴的雅典奧運米氏板賽事的銀牌，該銀牌是中國在奧運上第二面的帆船項目獎牌，對上一面只是在12年之前的事。2008年北京奧運會女子RS-X級帆船（板）第一名，為中國代表團獲得第44枚金牌。

## 軼事
- 殷劍曾在村上開了一家小吃店，幾個月後就因過份的豪爽而支撐不下去。